# 1888 Zu Chong-Zhi
1888 Zu Chong-Zhi este un asteroid din centura principală, descoperit pe 9 noiembrie 1964 de Observatorul Zijinshan.